# Celebrazione (film)
Celebrazione (In Celebration) è un film del 1975 diretto da Lindsay Anderson.
Il film in italiano è titolato anche come L'anniversario o Anniversario